# 藤岡勇
藤岡 勇（ふじおか いさむ、1958年〈昭和33年〉9月21日 - ）は、日本の政治家。兵庫県朝来市長（2期）。

## 来歴
兵庫県朝来郡和田山町（現・朝来市和田山町加都）に生まれる。1977年3月、兵庫県立豊岡実業高等学校（現：兵庫県立豊岡総合高等学校）卒業。同年4月、兵庫県和田山農林事務所に就職。1978年1月、和田山町役場に勤務。
朝来市の都市環境部長などを務め、2017年6月に副市長に就任。2021年2月5日、退任。
2021年4月25日に行われた朝来市長選挙で初当選した。
2025年、無投票で再選。